# Darab
Dārāb (farsi داراب) è il capoluogo dello shahrestān di Darab, circoscrizione Centrale, nella provincia di Fars. Aveva, nel 2016, una popolazione di 70.232 abitanti.
Circa 7 km in direzione sud-ovest si trovano le rovine dell'antica Gerd, che si vuole fosse stata fondata dal mitico Dārāb, padre di Dārā (Dario III Codomano).